# Альбрехт Фридрих (герцог Пруссии)
А́льбрехт Фри́дрих Пру́сский (нем. Albrecht Friedrich von Preußen, 29 апреля 1553, Нойхаузен — 27 августа 1618, Фишхаузен) — второй герцог Пруссии, сын герцога Альбрехта Бранденбург-Ансбахского и его второй жены Анны Марии Брауншвейгской.
Последний Гогенцоллерн прусской линии.

## Биография
Родился в 1553 году. Отставал в развитии от своих сверстников, что могло быть результатом близкородственных браков, принятых в аристократических семействах. Альбрехт Фридрих был довольно образован, свободно владел польским языком, польскими лютеранами выдвигался кандидатом на польский трон как правнук короля Казимира IV Ягеллона.
После смерти родителей в один день 20 марта 1568 года 15-летний Альбрехт Фридрих оказался единовластным правителем герцогства Пруссия. 19 июня 1569 года в Люблине он принёс присягу на верность польской короне, так как Пруссия находилась в ленной зависимости от Польши с 1454 года.
В 1572 году у него стали проявляться признаки душевной болезни.
Над молодым герцогом учредили опеку из нескольких высших советников — оберратов. Советники ограничили герцога в свободе передвижения, предложив ему поселиться в удалённом замке Фишхаузен. Чтобы показать дееспособность герцога, была организована в 1573 году его женитьба на Марии Элеоноре Юлих-Клевской. В браке родилось семеро детей, но выжили только девочки — двое сыновей умерли младенцами.
В 1577 году польский король Стефан Баторий назначил регентом для утратившего дееспособность Альбрехта Фридриха двоюродного брата последнего, герцога Георга Фридриха Бранденбургского. В феврале 1578 года это решение утвердил сейм Польши.
Согласно Краковскому договору, заключенному в 1525 году с Польшей при образовании герцогства Пруссия, при прекращении мужской линии у потомков герцога Альбрехта и трёх его братьев, Пруссия должна была войти в состав Польши. В 1603 году Георг Фридрих Бранденбургский скончался, не имея сыновей, — резко уменьшая, таким образом, шансы династии Гогенцоллернов оставить за собою Пруссию в конечном итоге. Тем не менее, пока был жив Альбрехт Фридрих, представители Гогенцоллернов не теряли надежды на благоприятный для них исход дипломатической борьбы за прусское наследство. Польша же, с одной стороны, хотела бы включить Пруссию в свой состав, но с другой, там помнили печальный опыт с протестантской Швецией — а Пруссия тоже была протестантским государством.
В итоге Польша и Бранденбург разрешили вопрос половинчатым образом, устроившим обе стороны. Польша заручилась поддержкой Бранденбурга на тот случай, если король Сигизмунд III Ваза решится силой вернуть себе шведский трон. А бранденбургский курфюрст Иоахим Фридрих Гогенцоллерн получил от Польши согласие на наследование власти в Пруссии. Курфюрст сделал взнос в польскую казну и предоставил значительные послабления для прусских католиков.
Иоахим Фридрих в 1603 году принял прусское регентство и опеку над герцогом Альбрехтом Фридрихом, однако ему было запрещено посещать Пруссию без разрешения польского короля. В 1608 году Иоахим Фридрих скончался. Его сын Иоганн Сигизмунд был женат на дочери герцога Анне и имел от неё сына Георга Вильгельма. Таким образом обеспечивалась гарантия перехода наследственного права на Пруссию к потомкам курфюрста Бранденбурга.
В августе 1618 года герцог Альбрехт Фридрих скончался в замке Фишхаузен. Курфюрст Иоганн Сигизмунд стал полноправным герцогом, фактически создав бранденбургско-прусское государство.

## Дети
1. Анна (1576—1625), супруга Иоанна Сигизмунда, курфюрста Бранденбургского, герцога Пруссии, прабабка первого прусского короля Фридриха I,
2. Мария (1579—1649), супруга Кристиана, маркграфа Бранденбург-Байрейта,
3. Альберт Фридрих (родился и умер в 1580),
4. София (1582—1610), супруга Вильгельма Кетлера, герцога курляндского,
5. Элеонора (1583—1607), вторая супруга Иоахима Фридриха, курфюрста Бранденбурга, регента Пруссии,
6. Вильгельм (1585—1586),
7. Магдалена Сибилла (1586—1659), супруга Иоанна Георга I Веттина, курфюрста Саксонии.